# KGP-9
KGP-9 — венгерский пистолет-пулемёт.

## История
Разработан в КБ оружейного завода FÉG в городе Будапешт.
Впервые представлен в 1993 году на выставке военных и полицейских C+D в Будапеште.
С 2000 года в серийном производстве.

## Описание
KGP-9 работает по принципу свободного затвора. Затвор телескопический, передняя часть затвора набегает на заднюю часть ствола. KGP-9 стреляет с закрытого затвора. Огонь ведётся одиночными выстрелами и очередями. Рукоятка взведения расположена в верхней левой части затвора. Прицел имеет два положения: на 75 и 150 м. По форме напоминает прицел у АК. Цевьё и пистолетная рукоятка изготовлены из пластмассы. Плечевой упор Т-образный, складывающийся на правую сторону оружия.

## Варианты и модификации
Венгерская частная компания "Keserű" выпускает 9-мм газовый пистолет Keserű KGP-9, который изготовлен из алюминиевого сплава и обеспечивает возможность стрельбы только газовыми и холостыми патронами.

## Страны-эксплуатанты
- Венгрия — некоторое количество KGP-9 поступило на вооружение венгерской полиции[2].